# Adeodato II
Adeodato II o Diosdado II (Roma, ¿?-17 de junio de 676) fue el papa 77.º de la Iglesia católica de 672 hasta su muerte, en 676.
Monje del monasterio benedictino de San Erasmo en Roma, Adeodato II fue el primer papa que usó en sus documentos oficiales la fórmula Salutem et apostolicam benedictionem.
Se conocen muy pocos datos sobre su pontificado. Continuó el acercamiento político y doctrinal con el emperador bizantino Constantino IV, trabajó activamente en la disciplina monástica y luchó, como sus predecesores, contra la herejía monotelista, doctrina que afirmaba que en Jesucristo existen dos naturalezas pero una sola voluntad.